# Pomril

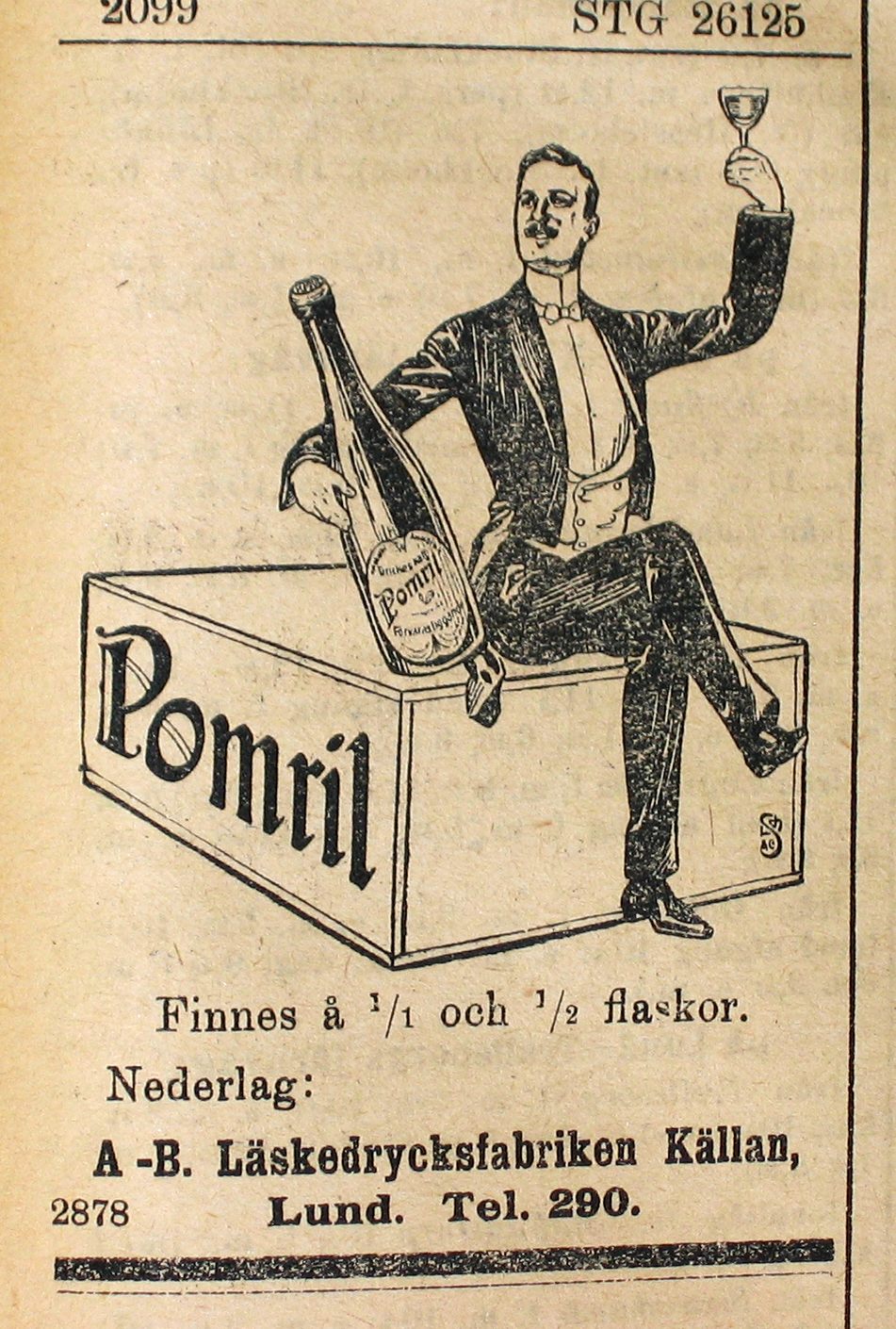
Annons för Pomril i Lunds Dagblad sommaren 1908. Annonsens avsändare antyder att A.B. Pomril tillät andra bryggerier att licenstillverka drycken.

Pomril är en svensk läskedryck av schweiziskt ursprung. 

## Historia
1905 bildades företaget A.B. Pomril med syfte att i Sverige saluföra en i Zürich framställd äppelbaserad läskedryck. Drycken, med samma namn som företaget, lanserades 1906 och blev snabbt en försäljningsframgång, vilken inspirerade till andra läskedrycker med det äppelanspelande förledet "pom-". 1911 lanserade A.B. Pomril även märket Citronil, men en blockad efter att företaget anlitat strejkbrytare knäckte det, och under första världskriget köptes bolaget och dess märken upp av Apotekarnes. Apotekarnes behöll Pomril som en delvis självständig enhet inom sin verksamhet fram till 1967, då företagets läskedrycker fick nya, enhetligt utformade, etiketter. Pomril döptes i samband med det om till Tutti Frutti och fanns kvar i sortimentet fram till början av 70-talet. Smaken beskrevs i annonser som ”en väl avvägd smakblandning från ett flertal härliga frukter. Man känner en eftersmak av äpple, en aning hallon och en liten smak av persika med spets av citron”.
Efter att därefter länge ha varit frånvarande från den svenska läskmarknaden har produktionen av Pomril i modern tid återupptagits av det 1997 grundade Vasa Bryggeri, specialiserat just på nyproduktion av äldre läsksorter. Vasa producerade Pomril mellan 1999 och 2003, och återlanserade en ny variant, Pomril Special med äppel- och apelsinsmak, till sitt 20-årsjubileum 2018.

## Pomril i populärkulturen
I det klassiska lundaspexet Uarda från 1908 (vilket utspelar sig i det forntida Egypten) förekommer åtskilliga anakronistiska referenser till den vid tiden för premiären nya och populära drycken Pomril. Den förknippas där med nykterhetsrörelsen och beskrivs som den "även för en frisk mage vämjeliga" drycken. Dramats skurk, översteprästen Chil, rapporteras också ha försökt truga "en spann pomril" i den heliga Apistjuren.